# 1818
Portal Geschichte | Portal Biografien | Aktuelle Ereignisse | Jahreskalender | Tagesartikel

◄ |
18. Jahrhundert |
19. Jahrhundert
| 20. Jahrhundert | ►

◄ |
1780er |
1790er |
1800er |
1810er
| 1820er | 1830er | 1840er | ►

◄◄ |
◄ |
1814 |
1815 |
1816 |
1817 |
1818
| 1819 | 1820 | 1821 | 1822 | ► | ►►
Staatsoberhäupter · Wahlen · Nekrolog   · Musikjahr
| Januar | Januar | Januar | Januar | Januar | Januar | Januar | Januar |
| Kw     | Mo     | Di     | Mi     | Do     | Fr     | Sa     | So     |
| ------ | ------ | ------ | ------ | ------ | ------ | ------ | ------ |
| 1      |        |        |        | 1      | 2      | 3      | 4      |
| 2      | 5      | 6      | 7      | 8      | 9      | 10     | 11     |
| 3      | 12     | 13     | 14     | 15     | 16     | 17     | 18     |
| 4      | 19     | 20     | 21     | 22     | 23     | 24     | 25     |
| 5      | 26     | 27     | 28     | 29     | 30     | 31     |        |

| Februar | Februar | Februar | Februar | Februar | Februar | Februar | Februar |
| Kw      | Mo      | Di      | Mi      | Do      | Fr      | Sa      | So      |
| ------- | ------- | ------- | ------- | ------- | ------- | ------- | ------- |
| 5       |         |         |         |         |         |         | 1       |
| 6       | 2       | 3       | 4       | 5       | 6       | 7       | 8       |
| 7       | 9       | 10      | 11      | 12      | 13      | 14      | 15      |
| 8       | 16      | 17      | 18      | 19      | 20      | 21      | 22      |
| 9       | 23      | 24      | 25      | 26      | 27      | 28      |         |

| März | März | März | März | März | März | März | März |
| Kw   | Mo   | Di   | Mi   | Do   | Fr   | Sa   | So   |
| ---- | ---- | ---- | ---- | ---- | ---- | ---- | ---- |
| 9    |      |      |      |      |      |      | 1    |
| 10   | 2    | 3    | 4    | 5    | 6    | 7    | 8    |
| 11   | 9    | 10   | 11   | 12   | 13   | 14   | 15   |
| 12   | 16   | 17   | 18   | 19   | 20   | 21   | 22   |
| 13   | 23   | 24   | 25   | 26   | 27   | 28   | 29   |
| 14   | 30   | 31   |      |      |      |      |      |

| April | April | April | April | April | April | April | April |
| Kw    | Mo    | Di    | Mi    | Do    | Fr    | Sa    | So    |
| ----- | ----- | ----- | ----- | ----- | ----- | ----- | ----- |
| 14    |       |       | 1     | 2     | 3     | 4     | 5     |
| 15    | 6     | 7     | 8     | 9     | 10    | 11    | 12    |
| 16    | 13    | 14    | 15    | 16    | 17    | 18    | 19    |
| 17    | 20    | 21    | 22    | 23    | 24    | 25    | 26    |
| 18    | 27    | 28    | 29    | 30    |       |       |       |

| Mai | Mai | Mai | Mai | Mai | Mai | Mai | Mai |
| Kw  | Mo  | Di  | Mi  | Do  | Fr  | Sa  | So  |
| --- | --- | --- | --- | --- | --- | --- | --- |
| 18  |     |     |     |     | 1   | 2   | 3   |
| 19  | 4   | 5   | 6   | 7   | 8   | 9   | 10  |
| 20  | 11  | 12  | 13  | 14  | 15  | 16  | 17  |
| 21  | 18  | 19  | 20  | 21  | 22  | 23  | 24  |
| 22  | 25  | 26  | 27  | 28  | 29  | 30  | 31  |

| Juni | Juni | Juni | Juni | Juni | Juni | Juni | Juni |
| Kw   | Mo   | Di   | Mi   | Do   | Fr   | Sa   | So   |
| ---- | ---- | ---- | ---- | ---- | ---- | ---- | ---- |
| 23   | 1    | 2    | 3    | 4    | 5    | 6    | 7    |
| 24   | 8    | 9    | 10   | 11   | 12   | 13   | 14   |
| 25   | 15   | 16   | 17   | 18   | 19   | 20   | 21   |
| 26   | 22   | 23   | 24   | 25   | 26   | 27   | 28   |
| 27   | 29   | 30   |      |      |      |      |      |

| Juli | Juli | Juli | Juli | Juli | Juli | Juli | Juli |
| Kw   | Mo   | Di   | Mi   | Do   | Fr   | Sa   | So   |
| ---- | ---- | ---- | ---- | ---- | ---- | ---- | ---- |
| 27   |      |      | 1    | 2    | 3    | 4    | 5    |
| 28   | 6    | 7    | 8    | 9    | 10   | 11   | 12   |
| 29   | 13   | 14   | 15   | 16   | 17   | 18   | 19   |
| 30   | 20   | 21   | 22   | 23   | 24   | 25   | 26   |
| 31   | 27   | 28   | 29   | 30   | 31   |      |      |

| August | August | August | August | August | August | August | August |
| Kw     | Mo     | Di     | Mi     | Do     | Fr     | Sa     | So     |
| ------ | ------ | ------ | ------ | ------ | ------ | ------ | ------ |
| 31     |        |        |        |        |        | 1      | 2      |
| 32     | 3      | 4      | 5      | 6      | 7      | 8      | 9      |
| 33     | 10     | 11     | 12     | 13     | 14     | 15     | 16     |
| 34     | 17     | 18     | 19     | 20     | 21     | 22     | 23     |
| 35     | 24     | 25     | 26     | 27     | 28     | 29     | 30     |
| 36     | 31     |        |        |        |        |        |        |

| September | September | September | September | September | September | September | September |
| Kw        | Mo        | Di        | Mi        | Do        | Fr        | Sa        | So        |
| --------- | --------- | --------- | --------- | --------- | --------- | --------- | --------- |
| 36        |           | 1         | 2         | 3         | 4         | 5         | 6         |
| 37        | 7         | 8         | 9         | 10        | 11        | 12        | 13        |
| 38        | 14        | 15        | 16        | 17        | 18        | 19        | 20        |
| 39        | 21        | 22        | 23        | 24        | 25        | 26        | 27        |
| 40        | 28        | 29        | 30        |           |           |           |           |

| Oktober | Oktober | Oktober | Oktober | Oktober | Oktober | Oktober | Oktober |
| Kw      | Mo      | Di      | Mi      | Do      | Fr      | Sa      | So      |
| ------- | ------- | ------- | ------- | ------- | ------- | ------- | ------- |
| 40      |         |         |         | 1       | 2       | 3       | 4       |
| 41      | 5       | 6       | 7       | 8       | 9       | 10      | 11      |
| 42      | 12      | 13      | 14      | 15      | 16      | 17      | 18      |
| 43      | 19      | 20      | 21      | 22      | 23      | 24      | 25      |
| 44      | 26      | 27      | 28      | 29      | 30      | 31      |         |

| November | November | November | November | November | November | November | November |
| Kw       | Mo       | Di       | Mi       | Do       | Fr       | Sa       | So       |
| -------- | -------- | -------- | -------- | -------- | -------- | -------- | -------- |
| 44       |          |          |          |          |          |          | 1        |
| 45       | 2        | 3        | 4        | 5        | 6        | 7        | 8        |
| 46       | 9        | 10       | 11       | 12       | 13       | 14       | 15       |
| 47       | 16       | 17       | 18       | 19       | 20       | 21       | 22       |
| 48       | 23       | 24       | 25       | 26       | 27       | 28       | 29       |
| 49       | 30       |          |          |          |          |          |          |

| Dezember | Dezember | Dezember | Dezember | Dezember | Dezember | Dezember | Dezember |
| Kw       | Mo       | Di       | Mi       | Do       | Fr       | Sa       | So       |
| -------- | -------- | -------- | -------- | -------- | -------- | -------- | -------- |
| 49       |          | 1        | 2        | 3        | 4        | 5        | 6        |
| 50       | 7        | 8        | 9        | 10       | 11       | 12       | 13       |
| 51       | 14       | 15       | 16       | 17       | 18       | 19       | 20       |
| 52       | 21       | 22       | 23       | 24       | 25       | 26       | 27       |
| 53       | 28       | 29       | 30       | 31       |          |          |          |

| Januar | Januar | Januar | Januar | Januar | Januar | Januar | Januar |
| Kw     | Mo     | Di     | Mi     | Do     | Fr     | Sa     | So     |
| ------ | ------ | ------ | ------ | ------ | ------ | ------ | ------ |
| 1      |        |        |        | 1      | 2      | 3      | 4      |
| 2      | 5      | 6      | 7      | 8      | 9      | 10     | 11     |
| 3      | 12     | 13     | 14     | 15     | 16     | 17     | 18     |
| 4      | 19     | 20     | 21     | 22     | 23     | 24     | 25     |
| 5      | 26     | 27     | 28     | 29     | 30     | 31     |        |

| Februar | Februar | Februar | Februar | Februar | Februar | Februar | Februar |
| Kw      | Mo      | Di      | Mi      | Do      | Fr      | Sa      | So      |
| ------- | ------- | ------- | ------- | ------- | ------- | ------- | ------- |
| 5       |         |         |         |         |         |         | 1       |
| 6       | 2       | 3       | 4       | 5       | 6       | 7       | 8       |
| 7       | 9       | 10      | 11      | 12      | 13      | 14      | 15      |
| 8       | 16      | 17      | 18      | 19      | 20      | 21      | 22      |
| 9       | 23      | 24      | 25      | 26      | 27      | 28      |         |

| März | März | März | März | März | März | März | März |
| Kw   | Mo   | Di   | Mi   | Do   | Fr   | Sa   | So   |
| ---- | ---- | ---- | ---- | ---- | ---- | ---- | ---- |
| 9    |      |      |      |      |      |      | 1    |
| 10   | 2    | 3    | 4    | 5    | 6    | 7    | 8    |
| 11   | 9    | 10   | 11   | 12   | 13   | 14   | 15   |
| 12   | 16   | 17   | 18   | 19   | 20   | 21   | 22   |
| 13   | 23   | 24   | 25   | 26   | 27   | 28   | 29   |
| 14   | 30   | 31   |      |      |      |      |      |

| April | April | April | April | April | April | April | April |
| Kw    | Mo    | Di    | Mi    | Do    | Fr    | Sa    | So    |
| ----- | ----- | ----- | ----- | ----- | ----- | ----- | ----- |
| 14    |       |       | 1     | 2     | 3     | 4     | 5     |
| 15    | 6     | 7     | 8     | 9     | 10    | 11    | 12    |
| 16    | 13    | 14    | 15    | 16    | 17    | 18    | 19    |
| 17    | 20    | 21    | 22    | 23    | 24    | 25    | 26    |
| 18    | 27    | 28    | 29    | 30    |       |       |       |

| Mai | Mai | Mai | Mai | Mai | Mai | Mai | Mai |
| Kw  | Mo  | Di  | Mi  | Do  | Fr  | Sa  | So  |
| --- | --- | --- | --- | --- | --- | --- | --- |
| 18  |     |     |     |     | 1   | 2   | 3   |
| 19  | 4   | 5   | 6   | 7   | 8   | 9   | 10  |
| 20  | 11  | 12  | 13  | 14  | 15  | 16  | 17  |
| 21  | 18  | 19  | 20  | 21  | 22  | 23  | 24  |
| 22  | 25  | 26  | 27  | 28  | 29  | 30  | 31  |

| Juni | Juni | Juni | Juni | Juni | Juni | Juni | Juni |
| Kw   | Mo   | Di   | Mi   | Do   | Fr   | Sa   | So   |
| ---- | ---- | ---- | ---- | ---- | ---- | ---- | ---- |
| 23   | 1    | 2    | 3    | 4    | 5    | 6    | 7    |
| 24   | 8    | 9    | 10   | 11   | 12   | 13   | 14   |
| 25   | 15   | 16   | 17   | 18   | 19   | 20   | 21   |
| 26   | 22   | 23   | 24   | 25   | 26   | 27   | 28   |
| 27   | 29   | 30   |      |      |      |      |      |

| Juli | Juli | Juli | Juli | Juli | Juli | Juli | Juli |
| Kw   | Mo   | Di   | Mi   | Do   | Fr   | Sa   | So   |
| ---- | ---- | ---- | ---- | ---- | ---- | ---- | ---- |
| 27   |      |      | 1    | 2    | 3    | 4    | 5    |
| 28   | 6    | 7    | 8    | 9    | 10   | 11   | 12   |
| 29   | 13   | 14   | 15   | 16   | 17   | 18   | 19   |
| 30   | 20   | 21   | 22   | 23   | 24   | 25   | 26   |
| 31   | 27   | 28   | 29   | 30   | 31   |      |      |

| August | August | August | August | August | August | August | August |
| Kw     | Mo     | Di     | Mi     | Do     | Fr     | Sa     | So     |
| ------ | ------ | ------ | ------ | ------ | ------ | ------ | ------ |
| 31     |        |        |        |        |        | 1      | 2      |
| 32     | 3      | 4      | 5      | 6      | 7      | 8      | 9      |
| 33     | 10     | 11     | 12     | 13     | 14     | 15     | 16     |
| 34     | 17     | 18     | 19     | 20     | 21     | 22     | 23     |
| 35     | 24     | 25     | 26     | 27     | 28     | 29     | 30     |
| 36     | 31     |        |        |        |        |        |        |

| September | September | September | September | September | September | September | September |
| Kw        | Mo        | Di        | Mi        | Do        | Fr        | Sa        | So        |
| --------- | --------- | --------- | --------- | --------- | --------- | --------- | --------- |
| 36        |           | 1         | 2         | 3         | 4         | 5         | 6         |
| 37        | 7         | 8         | 9         | 10        | 11        | 12        | 13        |
| 38        | 14        | 15        | 16        | 17        | 18        | 19        | 20        |
| 39        | 21        | 22        | 23        | 24        | 25        | 26        | 27        |
| 40        | 28        | 29        | 30        |           |           |           |           |

| Oktober | Oktober | Oktober | Oktober | Oktober | Oktober | Oktober | Oktober |
| Kw      | Mo      | Di      | Mi      | Do      | Fr      | Sa      | So      |
| ------- | ------- | ------- | ------- | ------- | ------- | ------- | ------- |
| 40      |         |         |         | 1       | 2       | 3       | 4       |
| 41      | 5       | 6       | 7       | 8       | 9       | 10      | 11      |
| 42      | 12      | 13      | 14      | 15      | 16      | 17      | 18      |
| 43      | 19      | 20      | 21      | 22      | 23      | 24      | 25      |
| 44      | 26      | 27      | 28      | 29      | 30      | 31      |         |

| November | November | November | November | November | November | November | November |
| Kw       | Mo       | Di       | Mi       | Do       | Fr       | Sa       | So       |
| -------- | -------- | -------- | -------- | -------- | -------- | -------- | -------- |
| 44       |          |          |          |          |          |          | 1        |
| 45       | 2        | 3        | 4        | 5        | 6        | 7        | 8        |
| 46       | 9        | 10       | 11       | 12       | 13       | 14       | 15       |
| 47       | 16       | 17       | 18       | 19       | 20       | 21       | 22       |
| 48       | 23       | 24       | 25       | 26       | 27       | 28       | 29       |
| 49       | 30       |          |          |          |          |          |          |

| Dezember | Dezember | Dezember | Dezember | Dezember | Dezember | Dezember | Dezember |
| Kw       | Mo       | Di       | Mi       | Do       | Fr       | Sa       | So       |
| -------- | -------- | -------- | -------- | -------- | -------- | -------- | -------- |
| 49       |          | 1        | 2        | 3        | 4        | 5        | 6        |
| 50       | 7        | 8        | 9        | 10       | 11       | 12       | 13       |
| 51       | 14       | 15       | 16       | 17       | 18       | 19       | 20       |
| 52       | 21       | 22       | 23       | 24       | 25       | 26       | 27       |
| 53       | 28       | 29       | 30       | 31       |          |          |          |

## Ereignisse

### Politik und Weltgeschehen

#### Aachener Kongress
- 29. September: Der Aachener Kongress der Großmächte Russland, Österreich, Preußen, Frankreich und Großbritannien beginnt. Die Herrscher und hochrangigen Vertreter ihrer Staaten beraten über Maßnahmen, um die revolutionär-demokratische Entwicklung in Europa zu bekämpfen. Der Aachener Kongress gilt als erster Monarchenkongress. Teilnehmer sind Zar Alexander I. begleitet von Karl Robert von Nesselrode, König Friedrich Wilhelm III. von Preußen, Kaiser Franz I. von Österreich begleitet von Christian Günther Graf Bernstorff, Clemens Wenzel Lothar Fürst von Metternich und Karl August Fürst von Hardenberg, als Vertreter Englands Arthur Wellesley Wellington und Robert Castlereagh sowie auf Seiten Frankreichs Armand Emmanuel du Plessis, Herzog von Richelieu
- 9. Oktober: Während des Aachener Kongresses wird mit Frankreich ein Vertrag geschlossen, der einen sofortigen Abzug der Besatzungstruppen beinhaltet und die Zahlung von Reparationen von 700 auf 265 Millionen Francs herabsetzt.
- 15. November: Durch die Aufnahme Frankreichs entsteht die Pentarchie der europäischen Großmächte Russland, Großbritannien, Österreich, Preußen und Frankreich. Sie wird auf dem Aachener Kongress deklariert.
- 21. November: Der Aachener Kongress endet mit einer Deklaration der fünf europäischen Großmächte. Der Monarchenkongress verkündet darin die Solidarität der Teilnehmer zur Gewährleistung der Ruhe, des Glaubens und der Sittlichkeit.

#### Gebiet des Deutschen Bundes
- 26. Mai: Bayern erhält per Edikt seine zweite Verfassung, welche jene aus dem Jahr 1808 ablöst und die Bildung einer Volksvertretung enthält. München wird Sitz des Bayerischen Landtags und des neuen Erzbistums München-Freising.
- 26. Mai: Mit dem neuen Preußischen Zollgesetz von 1818 werden die unterschiedlichen Akzisen in Preußen durch einen einheitlichen Außenzoll ersetzt.

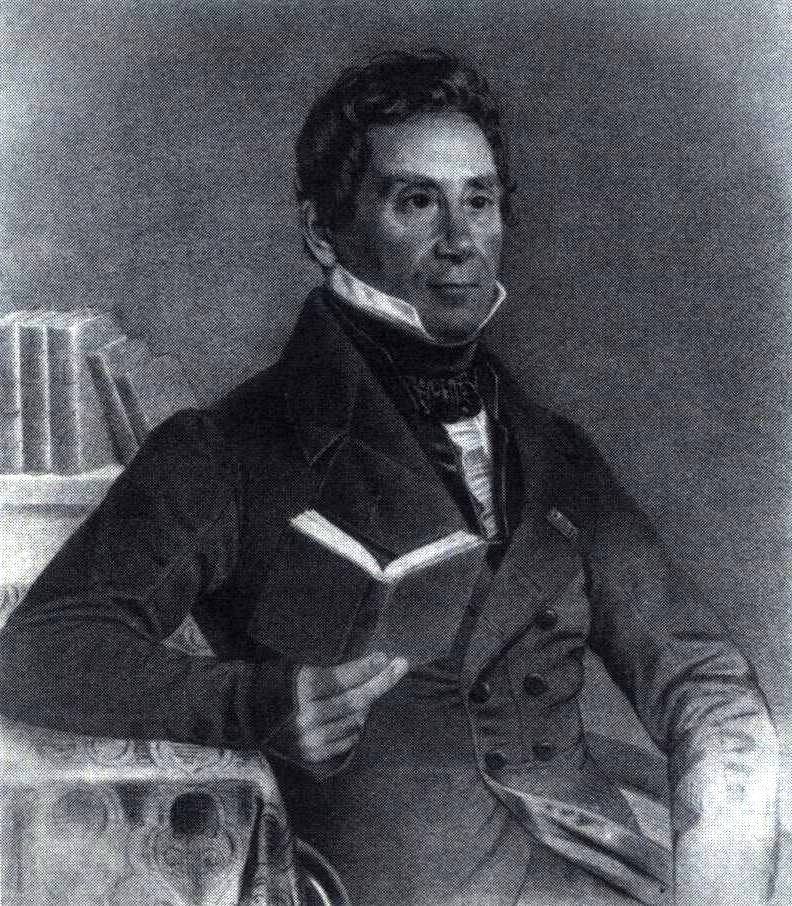
Karl Friedrich Nebenius

- 22. August: Baden erhält eine von Karl Friedrich Nebenius ausgearbeitete liberale Verfassung, die eine Ständeversammlung vorsieht und das Großherzogtum zu einer konstitutionellen Monarchie macht.
- 8. Dezember: Nach dem Tod von Großherzog Karl Ludwig Friedrich übernimmt sein Onkel Ludwig I. die Regentschaft im Großherzogtum Baden.

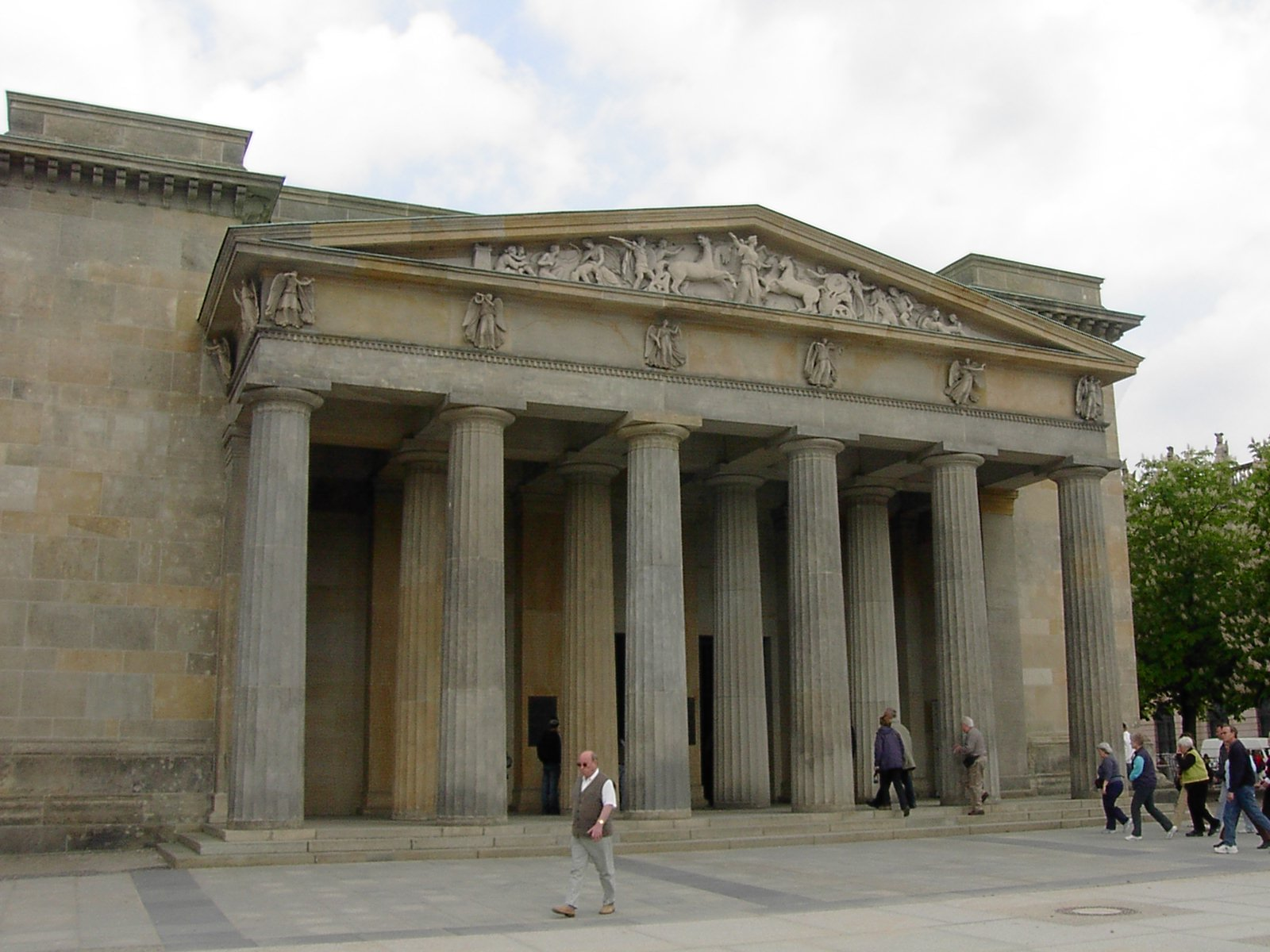
Eingangsportal der Neuen Wache

- Die Neue Wache in Berlin wird fertiggestellt.

#### Schweden
- 5. Februar: Nach dem Tod Karls XIII. regiert der frühere französische General Jean-Baptiste Bernadotte als Karl XIV. Johann. Er begründet eine neue Dynastie in Schweden.
- 11. Mai: In Stockholm wird Karl XIV. Johann zum schwedischen König gekrönt. Der frühere Marschall von Frankreich begründet das Königshaus Bernadotte.

#### Chilenischer Unabhängigkeitskrieg
- 12. Februar: Chile, als Generalkapitanat Teil des Vizekönigreichs Peru, proklamiert seine Unabhängigkeit von Spanien.
- 16. März: Die Überraschung von Cancha Rayada im Chilenischen Unabhängigkeitskrieg bringt den Spaniern einen Sieg über die von José de San Martín befehligte Andenarmee. Wegen höherer Verluste der siegreichen kolonialen Truppen im Vergleich zur Rebellenarmee wird die Schlacht als Pyrrhussieg bewertet.
- 5. April: Mit der Niederlage in der Schlacht von Maipú gegen kreolische Patrioten unter der Führung von José de San Martín und Bernardo O’Higgins endet die spanische Herrschaft in Chile.
- 3. Juni: Bernardo O’Higgins verfügt per Dekret, dass in allen weltlichen und kirchlichen Verwaltungsakten das Wort Spanier durch Chilene ersetzt werden muss und dass ohne Unterschied auch die indigene Bevölkerung als Chilenen zu benennen sei.

#### Vereinigte Staaten von Amerika

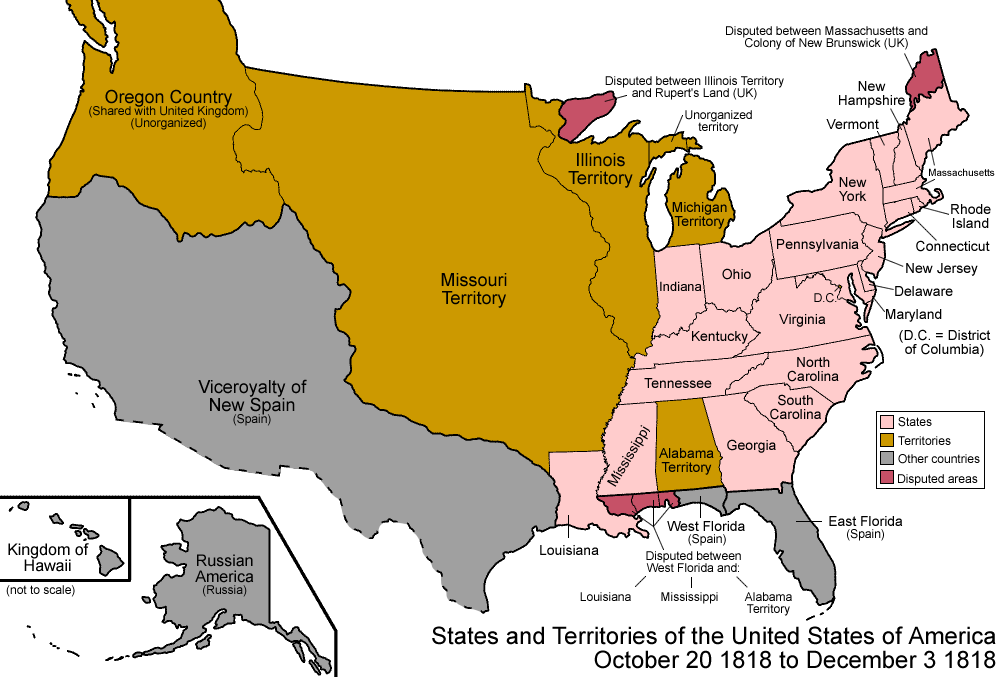
Vereinigte Staaten 1818

- 19. Oktober: Mit dem Vertrag von Old Town treten die Chickasaw ihr nördliches Territorium, das heutige westliche Tennessee, an die USA ab.
- 20. Oktober: Im Londoner Vertrag einigen sich die USA und Großbritannien auf den 49. Breitengrad als Grenze zwischen Kanada und den Vereinigten Staaten bis zu den „Stony Mountains“. Das Gebiet des Oregon Country westlich davon soll von den USA und Kanada gemeinsam genutzt werden. Daraus entstehen weitere Streitigkeiten.

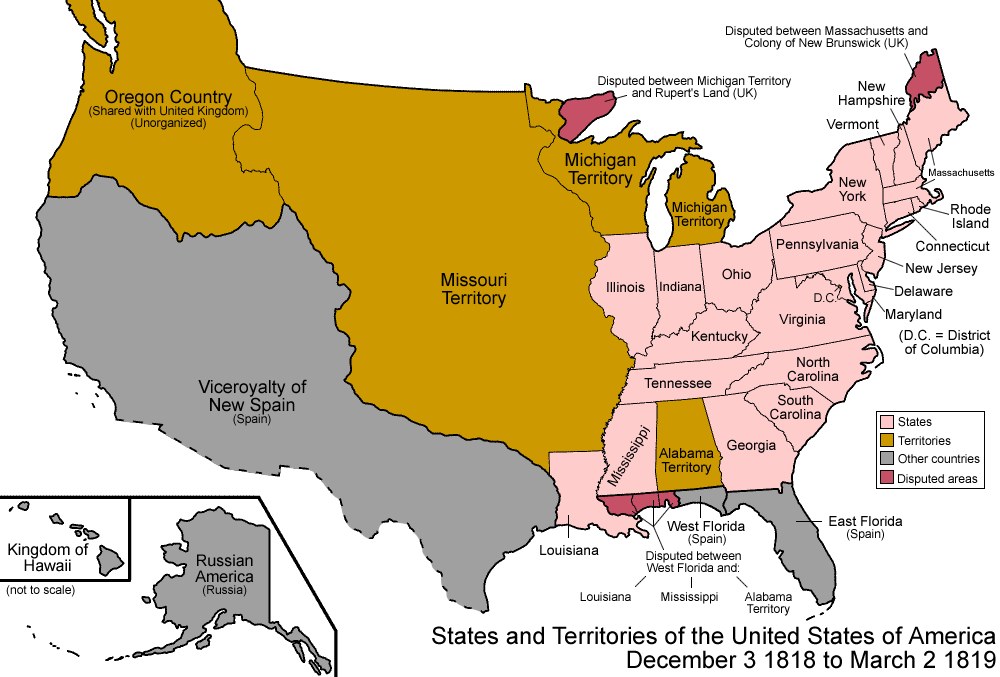
Vereinigte Staaten nach der Aufnahme von Illinois

- 3. Dezember: Der südliche Teil des bisherigen Illinois-Territorium wird unter dem Namen Illinois als 21. Mitgliedstaat in die USA aufgenommen. Der nördliche Teil wird dem Michigan-Territorium zugeschlagen.

#### Rurik-Expedition
- 3. August: Die russische Rurik-Expedition geht nach drei Jahren ohne die erhoffte Entdeckung der Nordwestpassage zu Ende.

#### Afrika
- Der aus dem Exil zurückgekehrte Madagungung stürzt seinen Halbbruder Agonglo und regiert unter dem Namen Gezo als König von Dahomey im heutigen Benin.

### Wirtschaft
- 12. Mai: Gründung der Württembergischen Landessparkasse
- 15. Juni: Eröffnung der ersten Berliner Sparkasse im alten Berliner Rathaus an der Spandauer Straße.
- 29. Juli: In Paris entsteht die erste französische Sparkasse, Jules Paul Benjamin Delessert gründet die Caisse d'Epargne et de Prévoyance.

### Wissenschaft und Technik
- 3. Januar: Die letzte Bedeckung eines Planeten durch einen anderen bis zum Jahr 2065 findet statt (Venus bedeckte Jupiter). Allerdings sind keine Beobachtungen dieses Ereignisses überliefert; es konnte nur vom Pazifischen Ozean aus beobachtet werden (Okkultationen).
- 12. Januar: Das Großherzogtum Baden erteilt Karl Drais das Privileg für die Draisine.
- 17. Februar: Karl Drais erhält das französische Patent für die Draisine.
- 2. März: Giovanni Battista Belzoni entdeckt die Grabkammer in der Chephren-Pyramide wieder, findet darin aber nur einen leeren Sarkophag.
- 18. Oktober: König Friedrich Wilhelm III. hebt die Universität Duisburg auf. Das Universitätsszepter und bedeutende Teile der Universitätsbibliothek gehen an die neu gegründete Rheinische Friedrich-Wilhelms-Universität Bonn. Am gleichen Tag werden auch die Universitäten in Münster und Paderborn aufgehoben.
- Jöns Jakob Berzelius beschreibt erstmals das Mineral Eukairit.

### Kultur

#### Bildende Kunst
Caspar David Friedrich malt im Juli oder August auf seiner Hochzeitsreise das Aquarell Greifswalder Marktplatz mit der Familie Friedrich. 

#### Musik und Theater
- 5. März: Die Oper Mosè in Egitto von Gioachino Rossini auf das Libretto von Andrea Leone Tottola wird mit großem Erfolg am Teatro San Carlo in Neapel uraufgeführt. Aus Zeitgründen hat auch der mit Rossini befreundete Komponist Michele Carafa eine Arie beigesteuert.
- 16. Mai: Uraufführung der Oper Orestes von Conradin Kreutzer in Prag
- 30. Mai: Uraufführung der Oper Die Rosenmädchen von Peter Joseph von Lindpaintner am Theater an der Wien in Wien
- 25. September: Uraufführung der Oper Il Barone di Dolsheim von Giovanni Pacini am Teatro alla Scala di Milano in Mailand

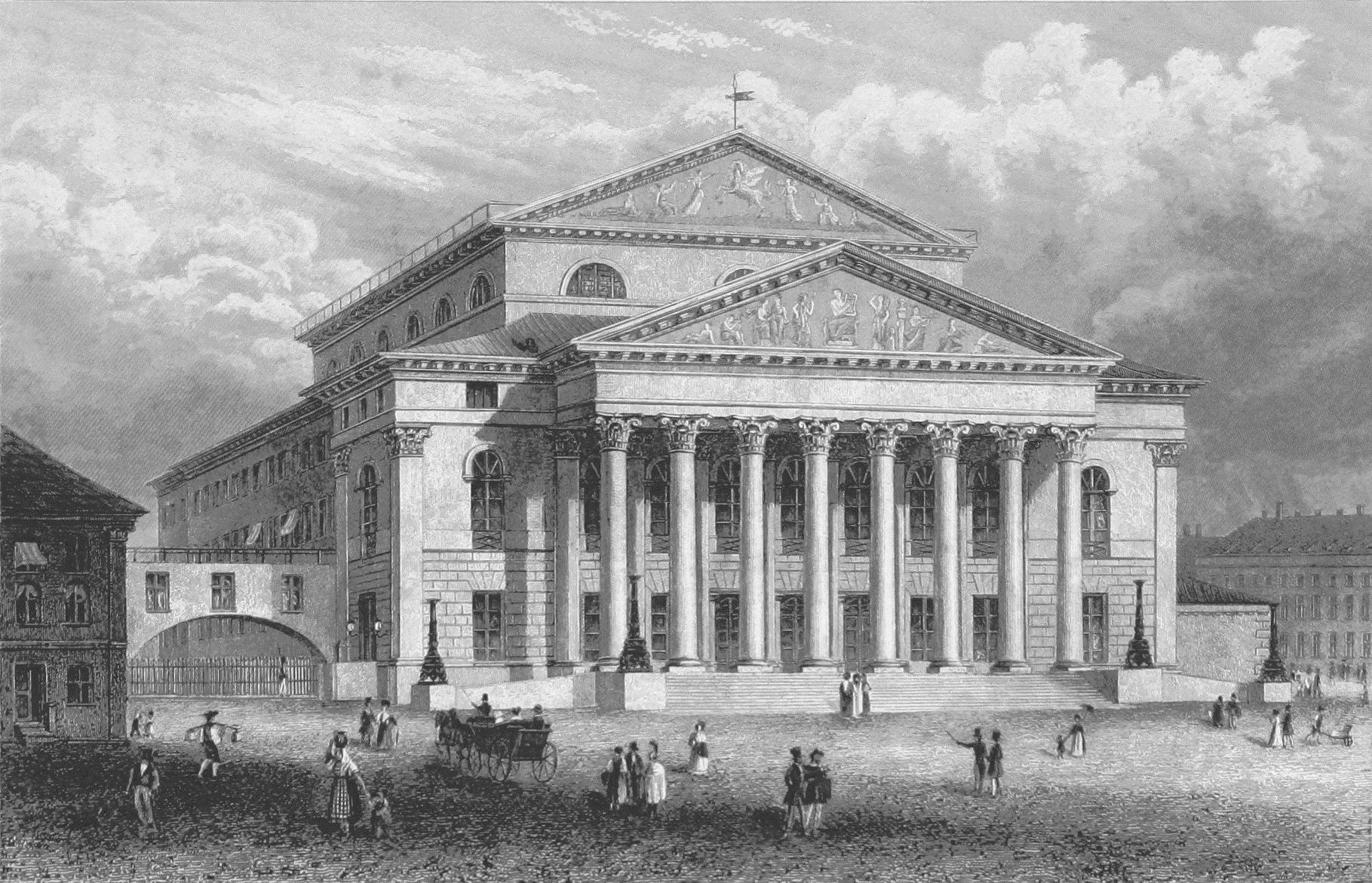
Das Nationaltheater 1854

- 12. Oktober: Das nach den Plänen von Karl von Fischer errichtete Nationaltheater München wird nach fast siebenjähriger Bauzeit mit der Uraufführung von Ferdinand Fränzls Oper Die Weihe eröffnet.
- 3. Dezember: Die Oper Ricciardo e Zoraide von Gioachino Rossini hat mit mehrwöchiger Verspätung ihre erfolgreiche Uraufführung am Teatro San Carlo in Neapel.
- 24. Dezember: In der Schifferkirche St. Nikola in Oberndorf bei Salzburg wird das von Dorfschullehrer Franz Xaver Gruber auf einen Text des Hilfspfarrers Joseph Mohr komponierte Weihnachtslied Stille Nacht, heilige Nacht erstmals aufgeführt.

### Religion
- 22. Januar: Das im ehemaligen Collegium illustre neu eingerichtete Höhere Katholische Konvikt in Tübingen erhält mit den Organischen Bestimmungen eine Satzung und eine Bibliothek.
- 22. März: Zum letzten Mal vor dem Jahre 2285 fällt Ostersonntag an diesem Tag auf seinen frühstmöglichen Termin. Seit Einführung des gregorianischen Kalenders im Jahre 1582, ist dies nach 1598, 1693 und 1761 das vierte Mal.

### Natur und Umwelt
- 29. April: Der britische Seefahrer William Scoresby beobachtet einen Ausbruch des Vulkans Beerenberg auf der Insel Jan Mayen.

### Sport
- In Henley-on-Thames wird der Ruderverein Leander Club gegründet.

## Geboren

### Januar/Februar
- 05. Januar: James Monroe Deems, US-amerikanischer Komponist und Brigadier-General im Sezessionskrieg († 1901)
- 05. Januar: Ferdinand von Roemer, deutscher Geologe, Paläontologe und Mineraloge († 1891)
- 06. Januar: Rudolph von Hertzberg, deutscher Musikdirektor und Gesangslehrer († 1893)
- 10. Januar: Ernst Ludwig Taschenberg, deutscher Entomologe († 1898)
- 14. Januar: Ole Jacob Broch, norwegischer Mathematiker und Politiker († 1889)
- 14. Januar: Zacharias Topelius, finnlandschwedischer Dichter und Schriftsteller († 1898)
- 16. Januar: Ferdinand Kommerell, deutscher Mathematiker († 1872)
- 18. Jänner: Joseph Matthäus Aigner, österreichischer Porträtmaler († 1886)
- 18. Januar: Adolf Aronheim, deutscher Jurist und Politiker († 1880)
- 18. Januar: August Ebrard, deutscher evangelischer Theologe († 1888)
- 25. Januar: Théodore Mozin, französischer Komponist und Musikpädagoge († 1850)
- 25. Januar: Ferdinand Schlöth, Schweizer Bildhauer († 1891)
- 26. Januar: Gustav Dresel, deutsch-US-amerikanischer Kaufmann und Schriftsteller († 1848)
- 27. Januar: Heinrich Richard Baltzer, deutscher Mathematiker († 1887)
- 28. Januar: George S. Boutwell, US-amerikanischer Politiker († 1905)
- 31. Januar: Fritz Anneke, deutscher Revolutionär und nordamerikanischer Offizier († 1872)
- 31. Januar: Carlos Luis de Borbón, carlistischer Thronprätendent in Spanien († 1861)
- 03. Februar: Hermann Heinrich Grafe, Gründer der Freien evangelischen Gemeinden († 1869)
- 03. Februar: Mary Phinney von Olnhausen, amerikanische Krankenschwester und Abolitionistin († 1902)
- 04. Februar: Rudolf Baier, erster Stralsunder Museumsdirektor († 1907)
- 04. Februar: Theodor Wilhelm Danzel, deutscher Literaturhistoriker († 1850)
- 05. Februar: Paul Meurice, französischer Schriftsteller († 1905)
- 06. Februar: Karl Aberle, österreichischer Mediziner († 1892)
- 06. Februar: Henry Litolff, englischer Klaviervirtuose, Komponist und Musikverleger († 1891)
- 10. Februar: Isham G. Harris, US-amerikanischer Politiker († 1897)
- 11. Februar: Hermann Crüger, deutscher Botaniker und Pharmazeut († 1864)
- 11. Februar: Madatya Karakaschian, armenischer Sprachwissenschaftler, Lehrer, Publizist und Mechitarist († 1903)
- 15. Februar: Jan Pětr Jordan, sorbischer Wissenschaftler und Philosoph († 1891)
- 16. Februar: Wilhelm Wider, deutscher Maler († 1884)
- 19. Februar: Tod Robinson Caldwell, US-amerikanischer Politiker († 1874)
- 19. Februar: August von Kleist, preußischer Generalmajor († 1890)
- 20. Februar: Wilhelm Adolph von Trützschler, Thüringer Jurist, Teilnehmer der Revolution in Baden († 1849)
- 22. Februar: Joseph W. McClurg, US-amerikanischer Politiker († 1900)
- 23. Februar: Gustav Jahn, deutscher Schriftsteller und kirchlicher Sozialarbeiter († 1888)
- 27. Februar: Charles Gordon-Lennox, 6. Duke of Richmond, britischer Politiker († 1903)

### März/April
- 01. März: John F. Lewis, US-amerikanischer Politiker († 1895)
- 01. März: Johann Rudolf von Toggenburg, Schweizer Jurist und Politiker († 1893)
- 03. März: Konstantin Petrowitsch von Kaufmann, russischer General († 1882)
- 06. März: William Claflin, US-amerikanischer Politiker († 1905)
- 07. März: Julian Schmidt, deutscher Literaturhistoriker († 1886)
- 08. März: Heinrich Albert Hofmann, deutscher Buchhändler, Verleger und Theaterleiter († 1880)
- 11. März: Henri Etienne Sainte-Claire Deville, französischer Chemiker († 1881)
- 11. März: Marius Petipa, französisch-russischer Tänzer und Choreograf († 1910)
- 12. März: Georges Bousquet, französischer Komponist, Dirigent und Musikkritiker († 1854)
- 12. März: John S. Hager, US-amerikanischer Politiker († 1890)
- 16. März: George Paget, britischer Politiker und General († 1880)
- 17. März: Benedikt Latzl, mährischer Orgelbauer († 1884)
- 23. März: Balthasar Elischer, Begründer der Sammlung Elischer († 1895)
- 24. März: August Leu, deutscher Maler († 1897)
- 25. März: Marie von Württemberg, paragierte Landgräfin von Hessen-Philippsthal († 1888)
- 27. März: Heinrich Geyer, Prophet der katholisch-Apostolischen Gemeinden (KAG) († 1896)
- 27. März: Jacob Axel Josephson, schwedischer Komponist († 1880)
- 28. März: Wade Hampton III., US-amerikanischer General († 1902)
- 30. März: Friedrich Wilhelm Raiffeisen, Gründer der genossenschaftlichen Bewegung in Deutschland († 1888)
- 01. April: Omar D. Conger, US-amerikanischer Politiker († 1898)
- 03. April: Luther Whiting Mason, US-amerikanischer Musikpädagoge († 1896)
- 04. April: Carl Steffeck, deutscher Maler und Grafiker († 1890)
- 07. April: Martin Hertz, deutscher Altphilologe († 1895)
- 08. April: August Wilhelm von Hofmann, deutscher Chemiker († 1892)
- 08. April: Christian IX., dänischer König und Schleswiger Herzog († 1906)
- 09. April: Walther Wolfgang von Goethe, deutscher Komponist († 1885)
- 10. April: Adolphe Fontanel, Schweizer Mediziner und Politiker († 1879)
- 10. April: Albert Auguste Gicquel des Touches, französischer Marineoffizier und Politiker († 1901)
- 11. April: Constantin von Wurzbach, österreichischer Bibliothekar, Lexikograph und Schriftsteller († 1893)
- 14. April: Marie von Sachsen-Altenburg, Ehefrau Georgs V. von Hannover († 1907)
- 17. April: Rudolf von Apfaltern, österreichischer Militär
- 18. April: Giuseppe Fratecolla, Schweizer Jurist, Offizier und Politiker († 1873)
- 20. April: Heinrich Göbel, deutsch-US-amerikanischer Erfinder († 1893)
- 22. April: Ferdinand Gumbert, deutscher Komponist, Gesangspädagoge, Musikkritiker († 1896)

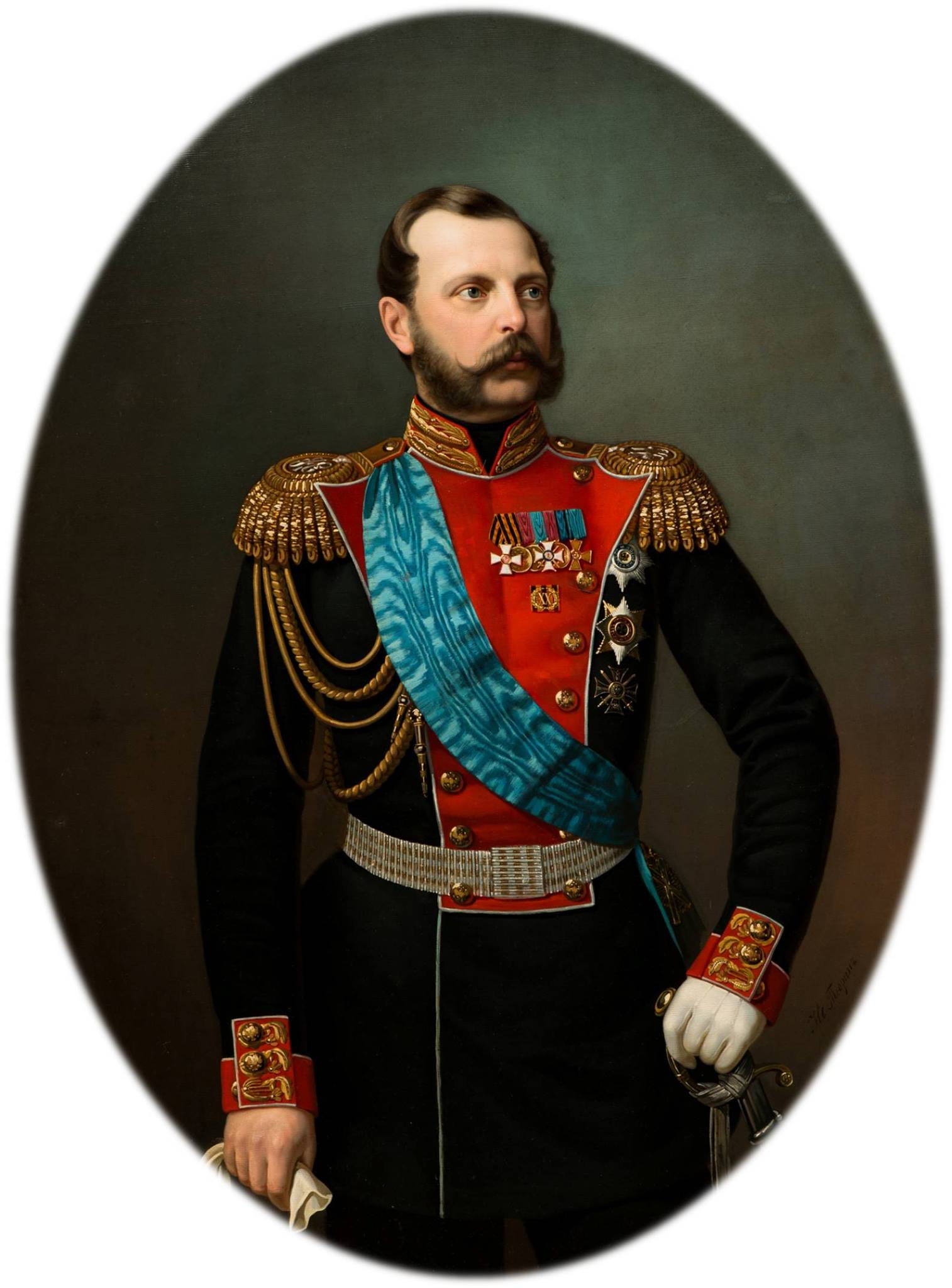
Kaiser Alexander II. von Russland

- 29. April: Alexander II., russischer Zar († 1881)

### Mai/Juni
- 01. Mai: Hermann von Tresckow, preußischer General († 1900)
- 04. Mai: Thomas Adams, US-amerikanischer Erfinder († 1905)

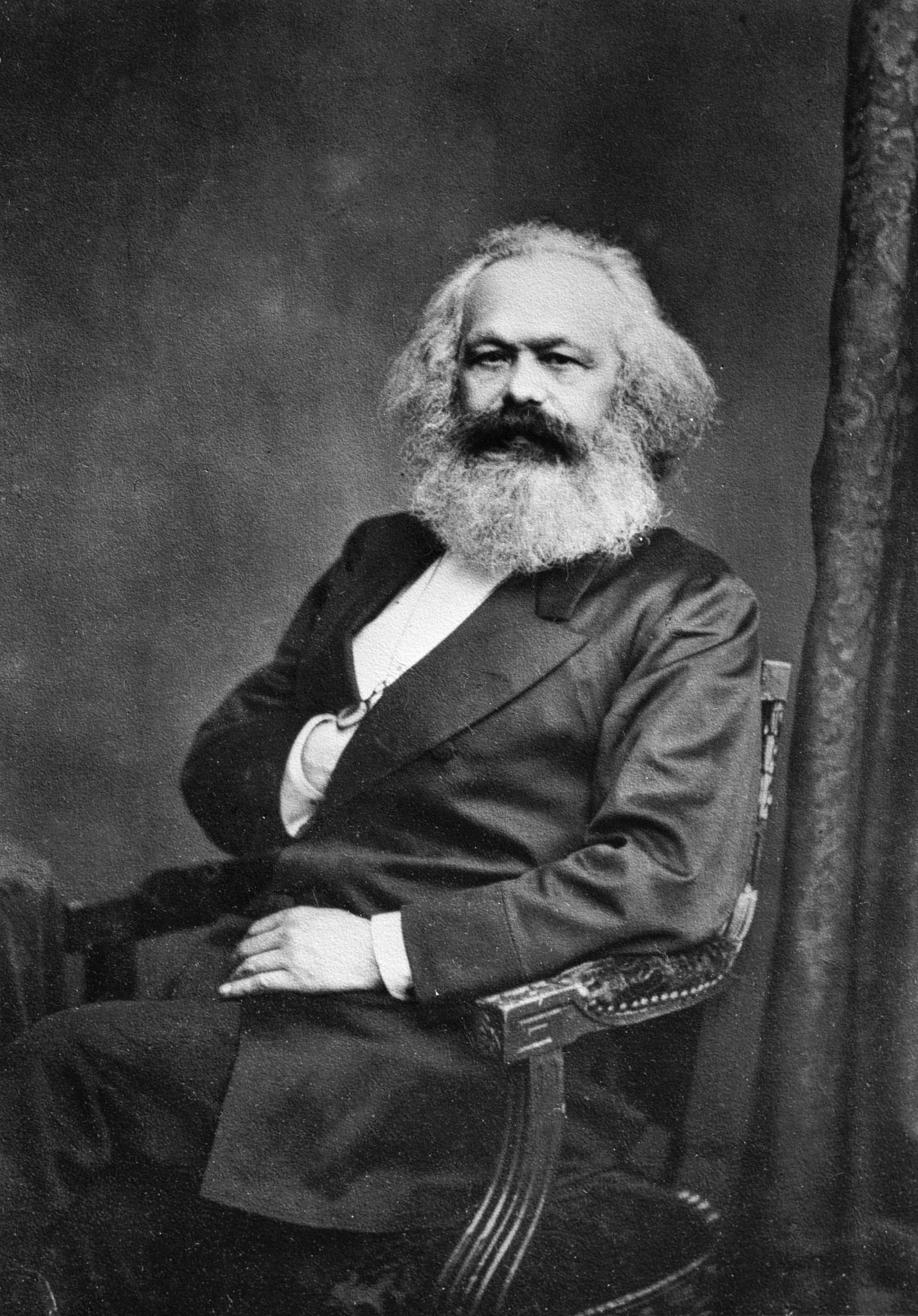
Karl Marx, 1875

- 05. Mai: Karl Marx, deutscher Philosoph, Ökonom und Journalist († 1883)
- 10. Mai: František Hegenbarth, tschechischer Cellist und Musikpädagoge († 1887)
- 15. Mai: Bogumil Dawison, polnisch-deutscher Schauspieler († 1872)
- 20. Mai: Eduard Iwanowitsch Totleben, russischer General († 1884)
- 20. Mai: Jens Christian Hostrup, dänischer Schriftsteller († 1892)
- 23. Mai: Alfred von Fabrice, sächsischer Militär und Regierungschef († 1891)
- 24. Mai: Agnes Kayser-Langerhannß, deutsche Schriftstellerin († 1902)
- 25. Mai: Jacob Burckhardt, Schweizer Historiker († 1897)
- 26. Mai: Lorenzo De Medici Sweat, US-amerikanischer Politiker († 1898)
- 26. Mai: Georg Daniel Eduard Weyer, deutscher Mathematiker († 1896)
- 27. Mai: Amelia Bloomer, US-amerikanische Frauenrechtlerin († 1894)
- 27. Mai: Bernhard von Lepel, preußischer Offizier und Schriftsteller († 1885)
- 27. Mai: Franz Donders, niederländischer Physiologe und Wegbereiter auf dem Gebiet der Augenheilkunde († 1889)
- 28. Mai: Pierre Gustave Toutant Beauregard, US-amerikanischer General († 1893)
- 31. Mai: John Albion Andrew, US-amerikanischer Politiker († 1867)
- 31. Mai: Václav Vladivoj Tomek, tschechischer Historiker († 1905)
- 03. Juni: Louis Faidherbe, französischer General († 1889)
- 03. Juni: Adolf Theodor Hermann Fritzsche, deutscher Altphilologe († 1878)
- 04. Juni: Élie Abel Carrière, französischer Botaniker († 1896)
- 08. Juni: Wilhelm Tschirch, deutscher Komponist († 1892)
- 09. Juni: Adolf Edvard Arppe, finnischer Chemiker und Senator († 1894)
- 10. Juni: Hubert Ferdinand Kufferath, deutscher Komponist († 1896)
- 11. Juni: Alexander Bain, schottischer Philosoph und Pädagoge († 1903)
- 13. Juni: August Ludwig Viktor, Herzog von Sachsen-Coburg-Koháry († 1881)
- 13. Juni: Livia Frege, deutsche Sängerin, Salonière und Mäzenin († 1891)
- 14. Juni: Henry Gardner, US-amerikanischer Politiker († 1892)
- 17. Juni: Charles François Gounod, französischer Komponist († 1893)
- 21. Juni: Ernst II., Herzog von Sachsen-Coburg und Gotha († 1893)
- 23. Juni: Simon Vissering, holländischer Nationalökonom und Statistiker († 1888)
- 24. Juni: Carl Alexander, Großherzog von Sachsen-Weimar-Eisenach († 1901)
- 25. Juni: Friedrich Alexander Graf von Bismarck-Bohlen, preußischer General († 1894)
- 26. Juni: Friedrich Kienscherf, deutscher Orgelbauer († 1890)
- 28. Juni: Angelo Secchi, italienischer Astronom und Jesuitenpater († 1878)
- 000Juni: Cesare Ciardi, italienischer Flötist und Komponist († 1877)

### Juli/August
- 01. Juli: Johanna Gabillon, deutsche Schauspielerin († 1875)
- 01. Juli: Ignaz Semmelweis, österreichischer Arzt und Hygiene-Pionier († 1865)
- 01. Juli: Jetty Treffz, österreichische Opernsängerin († 1878)
- 03. Juli: Johann Ludwig Hinrichs, Mitbegründer der deutschen Baptistengemeinden († 1901)
- 06. Juli: Adolf Anderssen, deutscher Schachmeister († 1879)
- 07. Juli: Edward Habich, deutscher Bierbrauer, Kunstsammler und Mäzen († 1898)
- 07. Juli: Peter Early Love, US-amerikanischer Politiker († 1866)
- 18. Juli: Celadon Daboll, Erfinder des Nebelhorns († 1866)
- 21. Juli: Charles L. Robinson, US-amerikanischer Politiker († 1894)
- 22. Juli: J. Gregory Smith, US-amerikanischer Politiker († 1891)
- 25. Juli: Robert von Lehmann, hessischer Oberförster und Politiker († 1878)
- 25. Juli: Santiago González Portillo, Präsident von El Salvador († 1887)
- 25. Juli: Albert Abdullah David Sassoon, britisch-indischer Kaufmann († 1896)
- 28. Juli: Kuno von Auer, preußischer Generalmajor († 1895)
- 30. Juli: Emily Brontë, britische Schriftstellerin († 1848)
- 30. Juli: Jan Heemskerk, niederländischer Staatsmann († 1897)
- 31. Juli: Heinrich Kiepert, deutscher Geograph und Kartograph († 1899)
- 01. August: Maria Mitchell, US-amerikanische Astronomin und Frauenrechtlerin († 1889)
- 03. August: Katharina Weißgerber, erhielt das Eiserne Kreuz († 1886)
- 08. August: Johann Baptist Häner, Schweizer Politiker († 1885)
- 10. August: William Mathewson Eddy, US-amerikanischer Landvermesser († 1854)
- 13. August: Lucy Stone, US-amerikanische Frauenrechtlerin und Abolitionistin († 1893)
- 14. August: François d’Orléans, französischer Admiral († 1900)
- 17. August: Heinrich Hirzel, Schweizer evangelischer Geistlicher († 1871)
- 18. August: William Farquhar Barry, US-amerikanischer General († 1879)
- 18. August: Henri Le Secq, französischer Fotograf († 1882)
- 18. August: Václav Bolemír Nebeský, tschechischer Dichter und Philosoph († 1882)
- 20. August: John Ball, irischer Politiker († 1889)
- 22. August: Carlo Pisacane, italienischer Politiker († 1857)
- 22. August: Rudolf von Jhering, deutscher Jurist († 1892)
- 23. August: Johann Georg Eccarius, deutscher Arbeiteraktivist und Gewerkschafter († 1889)
- 23. August: Wilhelm Rudolf Kutter, Ingenieur für Wasserbau und Kanalsysteme († 1888)
- 23. August: Max Schmidt, deutscher Maler († 1901)
- 25. August: Shiv Dayal Singh (alias Soamiji Maharaj), indischer Mystiker († 1878)
- 25. August: Thomas Wade, britischer Sinologe († 1895)
- 30. August: Friedrich Ladegast, deutscher Orgelbauer († 1905)

### September/Oktober
- 01. September: Johan Thomas Lundbye, dänischer Maler († 1848)
- 03. September: Karl von Vogelsang, katholischer Publizist, Politiker und Sozialreformer († 1890)
- 04. September: Dimitar Mutew, Aktivist der Bulgarischen Nationalen Wiedergeburt († 1864)
- 07. September: Miroslav Vilhar, slowenischer Autor, Komponist und Politiker († 1871)
- 07. September: Thomas Talbot, US-amerikanischer Politiker († 1886)
- 08. September: David Fries, Schweizer evangelischer Geistlicher und Politiker († 1875)
- 08. September: Karl Viktor Müllenhoff, deutscher Philologe († 1884)
- 10. September: Carl Julius von Abel, württembergischer Eisenbahningenieur († 1883)
- 12. September: Richard Gatling, US-amerikanischer Erfinder († 1903)
- 12. September: Theodor Kullak, deutscher Pianist und Komponist († 1882)
- 13. September: Gustave Aimard, französischer Schriftsteller († 1883)
- 14. September: José Güell y Renté, kubanisch-spanischer Politiker und Schriftsteller († 1884)
- 17. September: William Henry Barnum, US-amerikanischer Politiker und Industrieller († 1889)
- 18. September: Vincent Heinrich Mann, deutscher Jurist († 1889)

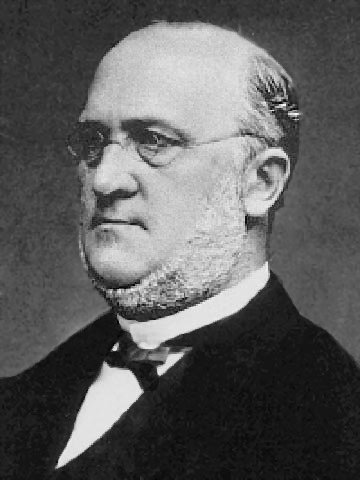
Adolph Wilhelm Hermann Kolbe

- 27. September: Adolph Wilhelm Hermann Kolbe, deutscher Chemiker († 1884)
- 28. September: George W. Ladd, US-amerikanischer Politiker († 1892)
- 29. September: Nathaniel B. Baker, US-amerikanischer Politiker († 1876)
- 02. Oktober: Conrad Wilhelm Hase, deutscher Architekt († 1902)
- 04. Oktober: Francesco Crispi, italienische Revolutionär, Politiker und Ministerpräsident († 1901)
- 08. Oktober: John Walter III, Verleger der Zeitschrift „The Times“ († 1894)
- 09. Oktober: Henry Lippitt, US-amerikanischer Politiker († 1891)
- 13. Oktober: Louis Appia, Chirurg und Mitbegründer des Internationalen Komitees vom Roten Kreuz († 1898)
- 15. Oktober: Alexander Dreyschock, böhmischer Klaviervirtuose und Komponist († 1869)
- 15. Oktober: Johann Gungl, ungarndeutscher Geiger, Komponist und Dirigent († 1883)
- 15. Oktober: Franz von Löher, deutscher Jurist, Historiker und Politiker († 1892)
- 15. Oktober: Ludwig von Wittich, preußischer General († 1884)
- 17. Oktober: Tassilo von Heydebrand und der Lasa, deutscher Schachmeister († 1899)
- 18. Oktober: Elizabeth Fries Ellet, US-amerikanische Autorin, Historikerin und Dichterin († 1877)
- 18. Oktober: Carl Hugo Hahn, deutscher evangelischer Missionar († 1895)
- 18. Oktober: Charles Christian Nahl, deutsch-US-amerikanischer Maler († 1878)
- 19. Oktober: Friedrich Mergner, evangelischer Theologe und Komponist († 1891)
- 22. Oktober: Charles Leconte de Lisle, französischer Dichter († 1894)
- 22. Oktober: Kosma Terentjewitsch Soldatjonkow, russischer Unternehmer, Mäzen und Herausgeber († 1901)
- 23. Oktober: Johann Georg Förster, deutscher Orgelbauer († 1902)
- 26. Oktober: Ludwig Häusser, deutscher Historiker und liberaler Politiker († 1867)
- 29. Oktober: Catherine Hayes, irische Opernsopranistin († 1861)

### November/Dezember
- 05. November: Benjamin Franklin Butler, US-amerikanischer General († 1893)
- 05. November: Georg Friedrich Wagner, deutscher Orgelbauer († 1880)
- 06. November: Joseph Lajeunesse, kanadischer Musiker und Musikpädagoge († 1904)
- 07. November: Emil du Bois-Reymond, Physiologe († 1896)
- 09. November: Iwan Sergejewitsch Turgenew, russischer Schriftsteller († 1883)
- 10. November: Karl Gustav Amelung, deutscher Bergbeamter († 1866)
- 10. November: James Pike, US-amerikanischer Politiker († 1895)
- 11. November: Johann Christian Ott, Schweizer Kaufmann, Beamter und Dichter († 1878)
- 13. November: Wilhelm Herchenbach, deutscher Schriftsteller († 1889)
- 16. November: Sidney Dean, US-amerikanischer Politiker († 1901)
- 18. November: Marco Minghetti, italienischer Politiker († 1886)
- 20. November: Karol Szajnocha, polnischer Schriftsteller und Historiker († 1868)
- 21. November: Lewis Henry Morgan, US-amerikanischer Anthropologe († 1881)
- 22. November: Caesar Achatius von Auerswald, deutscher Richter und Verwaltungsjurist († 1883)
- 23. November: Joseph von Egle, württembergischer Architekt und Baubeamter († 1899)
- 24. November: August Dächsel, deutscher evangelischer Pfarrer und Theologe († 1901)
- 24. November: William Woods Holden, US-amerikanischer Politiker († 1892)
- 25. November: Lambert Heinrich von Babo, deutscher Chemiker († 1899)
- 26. November: Louis Lacombe, französischer Komponist († 1884)
- 28. November: Karl Maximilian von Bauernfeind, deutscher Ingenieur und Geodät († 1894)
- 02. Dezember: Diedrich Wilhelm Andreas Augspurg, deutscher Politiker († 1898)
- 03. Dezember: Max von Pettenkofer, deutscher Chemiker und Hygieniker († 1901)
- 04. Dezember: Josef Sies, österreichischer Orgelbauer († 1886)
- 07. Dezember: Luise Neumann, deutsche Schauspielerin († 1905)
- 08. Dezember: Charles III., Fürst von Monaco († 1889)
- 10. Dezember: František Ladislav Rieger, tschechischer Publizist und Politiker († 1903)
- 10. Dezember: William W. Welch, US-amerikanischer Politiker († 1892)
- 12. Dezember: Paul Octave Hébert, US-amerikanischer Politiker († 1880)
- 18. Dezember: Daniel Heinrich Mumm von Schwarzenstein, deutscher Oberbürgermeister von Frankfurt am Main († 1890)
- 18. Dezember: William Moon, britischer Blindenpädagoge, Entwickler der Blindenschrift Moonalphabet († 1894)
- 20. Dezember: Ludwig Brüel, deutscher Jurist und Politiker († 1896)
- 21. Dezember: Amalie Marie Friederike, Herzogin von Oldenburg, Prinzessin von Bayern und Königin von Griechenland († 1875)
- 22. Dezember: Konrad von Parzham, bayerischer Laienbruder aus dem Kapuzinerorden, Heiliger der katholischen Kirche († 1894)

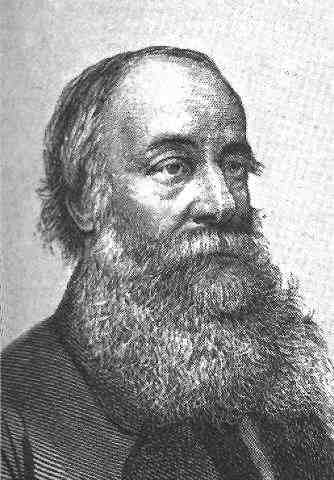
James Prescott Joule

- 24. Dezember: James Prescott Joule, britischer Physiker († 1889)
- 26. Dezember: Moritz Baumert, deutscher Mediziner und Chemiker († 1865)
- 26. Dezember: Auguste Turrettini, Schweizer Altphilologe und Politiker († 1881)

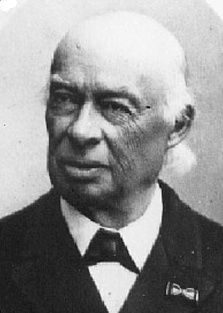
Carl Remigius Fresenius

- 28. Dezember: Carl Remigius Fresenius, deutscher Chemiker († 1897)

### Genaues Geburtsdatum unbekannt
- Carl Wilhelm von Ahlefeldt, Gutsherr des Adligen Gutes Treuholz und Propst des Klosters Uetersen († 1897)
- Carl Berthold, württembergischer Musiker, Feuerwerker und Fotograf († 1884)
- John McDougal, US-amerikanischer Politiker († 1866)
- Caroline Reinagle, englische Komponistin, Pianistin und Musiklehrerin († 1892)

## Gestorben

### Erstes Halbjahr
- 05. Januar: Marcello Bacciarelli, italienischer Maler des Barock (* 1731)
- 05. Januar: Christoph Bernhard Verspoell, katholischer Priester, Publizist und Kirchenlieddichter (* 1743)
- 08. Januar: Robert Bowie, US-amerikanischer Politiker (* 1750)
- 11. Januar: Johann David Wyss, Schweizer Autor (* 1743)
- 15. Januar: Matwei Platow, russischer General und Hetman der Don Kosaken (* 1753)
- 16. Januar: Heinrich Guttenberg, deutscher Kupferstecher (* 1749)
- 05. Februar: Karl XIII., König von Schweden und König von Norwegen (* 1748)
- 05. Februar: Alois von Reding, Schweizer Politiker und Militär (* 1765)
- 09. Februar: John Milledge, US-amerikanischer Politiker (* 1757)
- 13. Februar: George Rogers Clark, US-amerikanischer Pionier (* 1752)
- 15. Februar: Friedrich Ludwig Fürst zu Hohenlohe-Ingelfingen, preußischer General (* 1746)
- 17. Februar: Juan Rodríguez Ballesteros, spanischer Richter, Kolonialverwalter und Gouverneur von Chile (* 1738)
- 28. Februar: Anne Vallayer-Coster, französische Malerin (* 1744)
- 01. März: Jared Irwin, US-amerikanischer Politiker (* 1750)
- 03. März: Pascal Antoine Fiorella, französischer General korsischer Herkunft (* 1752)
- 08. März: Maurus Feyerabend, deutscher katholischer Geistlicher (* 1754)
- 11. März: Maria Luise Albertine zu Leiningen-Dagsburg-Falkenburg, Großmutter der preußischen Königin Luise (* 1729)
- 15. März: Karel Postl, tschechischer klassischer Landschaftsmaler, Zeichner und Graphiker (* 1769)
- 17. März: Johann Christoph Bathe, deutscher Rechtswissenschaftler (* 1754)
- 20. März: Johann Nikolaus Forkel, deutscher Musiker und Musikhistoriker (* 1749)
- 23. März: Nicolas Isouard, maltesischer Komponist (* 1775)
- 23. März: Johann Ferdinand Balthasar Stieffell, deutscher Orgelbauer (* 1737)
- 25. März: Henry Lee, US-amerikanischer Kavallerieoffizier, Generalmajor und Politiker (* 1756)
- 28. März: Antonio Capuzzi, italienischer Violinist und Komponist (* 1755)
- 29. März: Alexandre Sabès Pétion, Präsident von Haiti (* 1770)
- 29. März: Thomas Posey, US-amerikanischer Politiker, Gouverneur des Indiana-Territoriums (* 1750)
- 11. April: Carl Andreas Göpfert, deutscher Komponist (* 1768)
- 12. April: Barbara Schulthess, Zürcher Bürgerin, Freundin von Johann Wolfgang von Goethe und Johann Caspar Lavater (* 1745)
- 14. April: Robert Glutz von Blotzheim, Schweizer Schriftsteller und Journalist (* 1786)
- 16. April: Johann Georg Geib, deutscher Orgelbaumeister (* 1739)
- 18. April: Ernst Christian Trapp, erster deutscher Inhaber eines Lehrstuhls für Pädagogik (* 1745)
- 23. April: Wilhelm Leberecht Götzinger, deutscher lutherischer Theologe und Autor (* 1758)
- 25. April: George Armistead, US-amerikanischer Lieutenant Colonel (* 1780)
- 27. April: Christopher Greenup, US-amerikanischer Politiker (* 1750)
- 01. Mai: Gioacchino Avesani, italienischer Jesuit, Lehrer und Dichter (* 1741)
- 02. Mai: Herman Willem Daendels, niederländischer General und Generalgouverneur von Niederländisch-Indien (* 1762)
- 02. Mai: Alexander Graydon, amerikanischer Jurist, Schriftsteller und Militär (* 1752)
- 02. Mai: Friedrich von Wendt, deutscher Mediziner (* 1738)
- 06. Mai: Carl Adolph Schultze, Weimarer Bürgermeister und Hofadvokat (* 1758)
- 07. Mai: Jean Cesar Godeffroy, deutscher Kaufmann (* 1742)
- 07. Mai: Leopold Koželuh, böhmischer Komponist (* 1747)
- 10. Mai: Paul Revere, US-amerikanischer Unabhängigkeitskämpfer (* 1735)
- 13. Mai: Michael Andreas Barclay de Tolly, russischer General und Kriegsminister (* 1761)
- 13. Mai: Louis V. Joseph, Fürst von Condé (* 1736)
- 13. Mai: Emanuel Merian, Schweizer evangelischer Geistlicher (* 1732)
- 14. Mai: Matthew Lewis, englischer Schriftsteller (* 1775)
- 18. Mai: Lemuel Benton, US-amerikanischer Politiker (* 1754)
- 26. Mai: Howell Cobb, US-amerikanischer Politiker (* 1772)
- 27. Mai: Blasius Bernauer, deutscher Orgelbauer (* 1740)
- 29. Mai: Johann Amadeus Franz von Thugut, österreichischer Staatsmann und Minister des Auswärtigen (* 1736)
- 03. Juni: Egwala Seyon, äthiopischer Kaiser seit 1801
- 06. Juni: Jan Henryk Dąbrowski, polnischer General (* 1755)
- 07. Juni: Emanuel Bardou, Schweizer Bildhauer (* 1744)
- 08. Juni: Franziska von Arnstein, österreichische Salonière (* 1758)
- 08. Juni: Fabio Asquini, italienischer Winzer und Agrarwissenschaftler (* 1726)
- 08. Juni: Henriette-Félicité Tassaert, deutsch-französische Pastell-Malerin und Schabkünstlerin (* 1766)
- 16. Juni: Ferdinand von Wintzingerode, russischer General (* 1770)
- 16. Juni: Daniel Smith, US-amerikanischer Landvermesser und Politiker (* 1748)
- 20. Juni: Hedwig von Schleswig-Holstein-Gottorf, Königin von Schweden und Norwegen (* 1759)
- 28. Juni: Henry Smith, US-amerikanischer Politiker (* 1766)
- 29. Juni: Karl Philipp Fohr, deutscher Landschaftsmaler der Romantik (* 1795)

### Zweites Halbjahr
- 01. Juli: Christian Ludwig Wilhelm Stark, deutscher evangelischer Theologe (* 1790)
- 18. Juli: Georg Carl von Bandel, preußischer Regierungsdirektor (* 1746)
- 21. Juli: François Rodolphe de Weiss, Schweizer Politiker, Schriftsteller und Offizier (* 1751)
- 28. Juli: Gaspard Monge, französischer Mathematiker und Physiker (* 1746)
- 21. August: James Lucas Yeo, britischer Marineoffizier (* 1782)
- 22. August: Warren Hastings, britischer Generalgouverneur in Britisch-Ostindien (* 1732)
- 30. August: Domingo Badía y Leblich, spanischer Forschungsreisender und Politiker (* 1767)
- 31. August: Arthur St. Clair, britisch-US-amerikanischer General und Politiker (* 1736)
- 17. September: Ignaz Pickel, deutscher Geistlicher, Astronom, Ur- und Frühgeschichtsforscher, Mathematiker und Lehrbuchautor (* wohl 1736)
- 04. Oktober: Josef Abel, österreichischer Maler (* 1764)
- 07. Oktober: David Stone, US-amerikanischer Politiker (* 1770)
- 08. Oktober: George Truitt, US-amerikanischer Politiker (* 1756)
- 22. Oktober: Joachim Heinrich Campe, deutscher Sprachwissenschaftler und Pädagoge (* 1746)
- 22. Oktober: Dennis Smelt, US-amerikanischer Politiker (* 1763)
- 25. Oktober: Joseph Freiherr von Aichen, österreichischer Diplomat und Jurist (* 1745)
- 26. Oktober: Ludwig Gotthard Kosegarten, Pastor der Kirche zu Altenkirchen auf Rügen und Schriftsteller (* 1758)
- 28. Oktober: Abigail Adams, US-amerikanische First Lady (* 1744)
- 28. Oktober: Henri Clarke d’Hunebourg, französischer General und Staatsmann (* 1765)
- 30. Oktober: Eberhard Ernst Gotthard von Vegesack, schwedischer General (* 1763)
- 01. November: Marie-Gabrielle Capet, französische Malerin (* 1761)
- 05. November: Heinrich Friedrich Füger, deutscher Maler (* 1751)
- 15. November: Salomon Hirzel, Schweizer Politiker und Historiker (* 1727)

Charlottes Wappen als Königin

- 17. November: Karl Gottlob Anton, deutscher Jurist, Politiker und Historiker (* 1751)
- 17. November: Sophie Charlotte von Mecklenburg-Strelitz, deutsche Prinzessin, Königin von Großbritannien und Hannover (* 1744)
- 26. November: Joseph Colloredo-Mels und Wallsee, Sohn des ersten Fürsten von Colloredo-Mels und Wallsee (* 1735)
- 26. November: Salomon Landolt, Schweizer Politiker (* 1741)
- 29. November: Johann Wilhelm Wolfgang Breithaupt, deutscher evangelischer Theologe und Lieddichter (* 1738)
- 01. Dezember: Carl Frederik von Breda, schwedischer Maler (* 1759)
- 08. Dezember: Karl Ludwig Friedrich, badischer Großherzog (* 1786)
- 14. Dezember: Johann Michael Hudtwalcker, Unternehmer, Aufklärer (* 1747)
- 15. Dezember: Joseph Ludwig Colmar, Bischof von Mainz (* 1760)
- 17. Dezember: Abdallah I. ibn Saud, Imam der Wahhabiten
- 19. Dezember: Richard Winn, US-amerikanischer Politiker (* 1750)
- 22. Dezember: Johann Alois Schneider, deutscher Bischof (* 1752)
- 25. Dezember: Catherine-Dominique de Pérignon, französischer Revolutionsgeneral, Marschall und Pair von Frankreich (* 1754)
- 27. Dezember: Ernst Platner, Anthropologe, Mediziner und Philosoph (* 1744)

### Genaues Todesdatum unbekannt
- Iwan Pratsch, tschechischer Komponist (* um 1750)